# Niklas Behrens
Niklas Behrens (Brema, 6 novembre 2003) è un ciclista su strada e ciclocrossista tedesco, che corre per il Team Visma-Lease a Bike; è professionista dal 2025.

## Carriera
Nel 2024 ha vinto la gara in linea nella categoria Under-23 ai Mondiali di Zurigo; due settimane prima aveva conquistato la medaglia d'argento agli Europei di Limburgo, sempre nella gara in linea Under-23.

## Palmarès

### Strada
- 2023 (Storck-Metropol Cycling, una vittoria)

1ª tappa Flanders Tomorrow Tour (Nieuwpoort > Nieuwpoort)
- 2024 (Lidl-Trek Future Racing, tre vittorie)

Youngster Coast Challenge
Campionati tedeschi, Prova in linea Under-23
Campionati del mondo, Prova in linea Under-23

#### Altri successi
- 2023 (Stevens Racing)

veloCenter Race Day
- 2024 (Lidl-Trek Future Racing)

Rund um Steinfurt
1ª tappa Tour Alsace (Sausheim, cronosquadre)

## Piazzamenti

### Classiche monumento
- Parigi-Roubaix

2025: fuori tempo massimo

### Competizioni mondiali
- Campionati del mondo

Zurigo 2024 - Cronometro Under-23: 7º
Zurigo 2024 - In linea Under-23: vincitore

### Competizioni continentali
- Campionati europei

Limburgo 2024 - Cronometro Under-23: 8º
Limburgo 2024 - In linea Under-23: 2º